# الکساندر بلوک
الکساندر بلوک (روسی: Алекса́ндр Алекса́ндрович Бло́к؛ IPA: [ɐlʲɪˈksandr ɐlʲɪˈksandrəvʲɪt͡ɕ ˈblok] ()؛ زاده ۱۶ نوامبر ۱۸۸۰ درگذشته ۷ اوت ۱۹۲۱) یک نویسنده اهل روسیه بود.